# 카타르의 옛 국가
이 노래는 무제인 카타르의 국가이다. 작곡가는 미상이다. 1954년 카타르의 국가로 채택되었다가 1996년 12월 7일 현재 카타르의 국가로 바뀌었다. 가사는 없다.
1. ↑  nationalanthems.info/qa-96.htm